# Salvatore Galletti
Salvatore Galletti (San Cataldo, 2 luglio 1923 – Canicattì, 6 ottobre 2010) è stato uno scrittore e pittore italiano.
In particolare è internazionalmente nota la sua opera sul Decameron di Giovanni Boccaccio.

## Biografia
Ha vissuto e operato a Serradifalco, in provincia di Caltanissetta, per oltre cinquant'anni.
Soldato in artiglieria, partecipò alla campagna del 1943. Prigioniero, trascorse l'internamento in Algeria e poi in Inghilterra, dove lasciò i suoi primi quadri ad olio ispirandosi al paesaggio inglese, ricco di castelli e di verde.
Tornato in patria nel 1946, superata la triste esperienza della guerra, consegue l'abilitazione magistrale: aprì uno studio di pittura e di quel tempo si conservano ancora diversi quadri. I colori erano terre impastate e le tele erano sostituite da fogli di masonite.
Vennero gli anni dell'insegnamento scolastico e dovendosi spostare da un paese all'altro o da una campagna all'altra, secondo le esigenze dell'incarico scolastico, la pittura rimase un'occupazione del tempo libero. Partecipava allora alle piccole mostre paesane. La sua tematica era varia, quasi alla ricerca di un interesse interiore.
Si interessò di poesia e di letteratura. In particolare si appassionò al Decamerone, cui dedicò degli importanti studi e sul quale pubblicò diversi libri.
Nel 1970 iniziò un esame del paese della nuova residenza, Serradifalco. Ritrasse strade, piazze, vecchi e bambini e le campagne conosciute durante l'insegnamento scolastico rurale. Si ritrasse dalla scuola per dedicarsi pienamente alla pittura trascorrendo il suo tempo tra lo studio, la letteratura, la conversazione e le passeggiate con gli amici.
Egli definisce il suo modo di dipingere “espressionismo oggettivo". Partecipa a mostre collettive e le amministrazioni comunali di diversi paesi come San Cataldo, Grotte, Montedoro, Caltanissetta e lo stesso Serradifalco, organizzano le sue personali. Le sue opere, ormai numerose, fanno parte di collezioni pubbliche e private. Una sua opera su commissione, Giovanni XXIII - Vicario di Cristo, dal committente è stata donata alla Chiesa del Collegio di Maria di Serradifalco. Fu socio, per invito del Presidente, dell'Associazione Siciliana per le Lettere e le Arti di Palermo.
Dagli anni '80 si è impegnato nella elaborazione di un profilo storico di Serradifalco sviluppandolo in monografie che si trovano nella collana Vita e Cultura Serradifalchese, fondata nel 1984, appositamente istituita dalla cittadina Cassa Rurale ed Artigiana “San Leonardo”. Ha raccolto notizie su Serradifalco, sulla sua storia, sulle sue tradizioni, sulle sue vicissitudini, racchiudendole nei suoi quaderni. In tale raccolta è presente il suo testo più noto, Súrfaru e Surfarara, uno studio sulle zolfare, oggi testo obbligatorio sul lavoro nelle miniere di zolfo presso la Facoltà di Lettere e Filosofia dell'Università degli Studi di Catania.
La sua lettura è molto varia e spazia dalla letteratura inglese e russa ad autori quali Luigi Pirandello, Leonardo Sciascia ed Elio Vittorini, ma al primo posto sono la Sacra Bibbia e il Vangelo, che considera un “grande trattato di filosofia teologica e sociale”.
Cresciuto negli ambienti salesiani prima e in un istituto religioso a Roma poi, egli vuole esprimere una cultura permeata dal messaggio sociale ed evangelico. La sintesi del suo pensiero è racchiusa nell'aforisma “senza cristianesimo non c'è socialismo, senza socialismo non c'è cristianesimo”.

## Opere

### Lo studio del Decameron
Nel 1960 leggendo le novelle del Boccaccio scoprì l'unità allegorica del Decamerone e ne scrisse i concetti fondamentali in un primo saggio come propedeutica agli altri tre che si proponeva come programma dell'intera opera critica. Il primo libro fu pubblicato dall'Editore Flaccovio di Palermo sotto il titolo Patologia al Decameron ed è oggi adottato da autori di tutto il mondo, sia italiani

, ma in particolare nelle università americane

, come "ricerca delle ragioni, causa e natura, che dovettero essere alla radice, al concepimento dell'Opera: alla radice psicologica dell'Autore-uomo".

### La collana su Serradifalco
Per la collana Vita e Cultura Serradifalchese, Edizione Banca di Credito Cooperativo "San Leonardo", ha scritto una serie di libri che sono arrivati ad avere rilevanza nazionale aprendo gli occhi su una realtà locale con studi comunque estensibili ad altre regioni o che diventano fonti per studi successivi come La serra del falco, studio sulle origini di Serradifalco, Chiese e Santi nella storia di Serradifalco o Dal baronaggio alla cassa rurale.

#### Súrfaru e Surfarara
Particolare risonanza ha avuto Súrfaru e Surfarara - Zolfo e Zolfatari. Lo zolfo infatti è stata una delle più importanti risorse minerarie della Regione Siciliana che per un certo periodo ha anche rappresentato la massima zona di produzione a livello mondiale. Súrfaru e Surfarara rappresenta oggi uno dei riferimenti principali sulla "storia di un secolo di zolfo che è stato pane e lutto", inno di ricordo che il benessere odierno della Sicilia centrale deve anche alla sofferenza degli zolfatari vissuta quotidianamente nei grandi giacimenti da oltre un secolo.

#### Federico Polizzi
Federico Polizzi (Serradifalco, 2 gennaio 1833 - 11 febbraio 1904) è un poeta italiano, educatore ed educatore cristiano, insignito della onorificenza di Cavaliere della Corona d'Italia, cui oggi è dedicata la Scuola Media Statale del paese nativo. Nel 1904 Serradifalco dedicò il Patronato Scolastico a Federico Polizzi e poi una strada, come anche fece il Comune di Caltanissetta. Nel 1970 i Serradifalchesi d'America gli eressero un busto di bronzo sopra un'erma, collocato presso la Scuola Elementare di Serradifalco.
Scrive di lui: "coltivò nell'animo una serena bontà, per l'arduo travaglio della sua esistenza, e tale serena bontà anelò versare nella società per trarla verso un risorgimento etico senza rivoluzioni o risoluzioni drammatiche"; e ancora riporta: "il legislatore creò le scuole elementari, ma Federico Polizzi fu il fondatore delle scuole elementari della nostra Provincia".

#### Opere scritte per la collana su Serradifalco
- Elementi critici per uno studio della cultura popolare, 1984.
- Aneddoti popolari, 1985.
- Súrfaru e Surfarara, 1986.
- Federico Polizzi: saggio critico, 1987.
- Dal baronaggio alla cassa rurale, 1989.
- La serra del falco, 1990.
- Chiese e Santi nella storia di Serradifalco, 1994. OCLC 34812005.
- Ragguagli sul Comune di Serradifalco. L'Ottocento, 2001.

L'autore Luciano Luigi Domanti, nella stesura del romanzo La luna di Serradifalco edito da Ila Palma nel 1990, si è giovato delle opere storiche di Salvatore Galletti su Serradifalco.

### Altra produzione non raccolta nella collana su Serradifalco
- Ad una Stella Alpina. Lirica, Ed. La Ferretti, 1950.
- Addio Nemi. Sillogie.
- Ricordi e Canti.

#### Prosa
- Studio in quattro libri intorno al Decameron di Giovanni Boccaccio, Flaccovio Editore, 1969. OCLC 468849278.
- Patologia al Decameron, Flaccovio Editore, 1969. OCLC 359477.
- L'uomo è morto?, L'Alfiere n. 1, 1976.
- Centro Anziani Concetta Lovullo, Ed. C.A.C.L., 1983.
- Súrfaru e Surfarara - Zolfo e Zolfatari, Lussografica, 1996. ISBN 88-8243-017-0.
- Una macchia d'inchiostro, Lussografica (nella collana Narrativa mediterranea), 1996.
- Oliveri ed altri racconti, Lussografica (nella collana Narrativa), 2005. ISBN 88-8243-127-4.

#### Inediti
- Il divorzio nel concetto fenomenologico della natura.
- Programma di didattica per la Scuola Primaria 1955.
- Proemio ed Introduzione del Decameron, saggio.
- Ricerca d'uno Spazio per la Dimensione Uomo: titolo provvisorio di un'opera in cui espone con logica stringente gli argomenti fondamentali della teologia cristiana e il loro rapporto con l'umano e il sociale, enucleandone razionalmente la loro significazione storica.

### La pittura
Ha posto il suo interesse nella pittura, realizzando più di duecento tele ad olio che fanno oggetto di collezioni pubbliche e private.

## Benemerenze
Medaglia della Repubblica Italiana ai Benemeriti dell'Educazione Nazionale.